# Неуймин, Григорий Николаевич
Григорий Николаевич Неу́ймин (22 декабря 1885 (3 января 1886), Тифлис — 17 декабря 1946, Ленинград) — русский и советский астроном, директор Пулковской обсерватории.

## Биография
Родился 3 января 1886 года в Тифлисе, Российская империя, в семье военного врача Кавказского Гренадерского Грузинского полка; вырос в урочище Белый Ключ.
В 1904 году поступил на Физико-математический факультет Санкт-Петербургского университета который окончил в 1910 году с дипломом 1-й степени.
В 1910 году начал работать в Пулковской обсерватории сверхштатным астрономом.
С 1912 года работал в её Симеизском отделении. В 1925—1931 и 1936—1941 возглавлял Симеизскую обсерваторию в Крыму. Был эвакуирован на Китабскую станцию.
В 1944—1946 годах — директор Пулковской обсерватории.
Основные научные работы относятся к наблюдательной астрономии.
В Симеизе впервые в СССР организовал систематические наблюдения малых планет, открыл 63 астероида (один из них, астероид (762) Пулкова, был назван в честь Пулковской обсерватории, три других — (779) Нина, (1158) Люда и (789) Лена — в честь двух сестёр и матери астронома). Астероид (751) Фаина назван в честь коллеги и первой жены астронома, Фаины Михайловны Неуйминой. Астероид (824) Анастасия Неуймин назвал в честь своей знакомой Анастасии Семёновой. Астероид (917) Лика астроном назвал в честь подруги своей сестры.
В течение 1913—1941 годов открыл 6 новых комет (5 из них оказались короткопериодическими). Разработал метод учёта членов высших порядков при вычислении возмущений орбит комет. Исследовал движение кометы Неуймина 2. Изучал переменные звёзды, открыл 13 переменных. Выполнял также микрометрические измерения спутников Нептуна, микрометрические наблюдения двойных звёзд, занимался определением собственных движений звёзд.
Скончался 17 декабря 1946 года, похоронен на Мемориальном кладбище астрономов в Пулкове.

## Семья
Жена Фаина Михайловна Неуймина (1876—1949), вычислитель Симеизского отделения Пулковской обсерватории (1923—1933).
- Сын Ярослав Неуймин (1928—1988), электротехник, кандидат технических наук, начальник лаборатории автоматики Ленинградского института водного транспорта; его жена, литературный критик Наталия Кирилловна Неуймина (1928—2009), была дочерью астронома К. Ф. Огородникова. В в честь своего сына Григорий Неуймин назвал астероид (1110) Ярослава, открытый им в 1928 году.

- Сын Гелий Неуймин (1910—1982), учёный в области фотохимии, химической физики и гидрооптики, доктор физико-математических наук, профессор. В его честь отцом был назван открытый им в 1926 году астероид  (1075) Гелина.

- Дочь Наталья Тихомирова, гидрогеолог. В её честь назван астероид (1121) Наташа[англ.], открытый 11 сентября 1928 года советским астрономом Натальей Шайн в Симеизскаой обсерватории. Наименование астероида стало подарком Наталье на день рождения.

Сестра Нина Центилович-Рапопорт (1889—1971), член РСДРП с 1906 года, партийный и профсоюзный деятель, статистик, многократно подвергалась арестам до и после революции, провела больше 10 лет в ИТЛ и ссылках; её муж Самуил Яковлевич Рапопорт (1888—?), социал-демократ, также подвергался арестам.

## Награды и премии
- Премия Русского астрономического общества
- 6 медалей Тихоокеанского астрономического общества
- орден Трудового Красного Знамени (10.06.1945)

## Открытые астероиды
Всего за свою научную деятельность Г. Н. Неуймин открыл 74 астероида.
| Номер | Название      | Международное название | Назван в честь                                                                    | Дата открытия    |
| ----- | ------------- | ---------------------- | --------------------------------------------------------------------------------- | ---------------- |
| 748   | Симеиза       | Simeïsa                | Симеиз                                                                            | 14 марта 1913    |
| 751   | Фаина         | Faïna                  | Ф. М. Неуймина (первая супруга)                                                   | 28 апреля 1913   |
| 751   | Суламита      | Sulamitis              | Суламита                                                                          | 30 апреля 1913   |
| 753   | Тифлис        | Tiflis                 | Тифлис (родной город)                                                             | 30 апреля 1913   |
| 762   | Пулкова       | Pulcova                | Пулковские высоты                                                                 | 3 сентября 1913  |
| 768   | Струвеана     | Struveana              | В. Я. Струве, О. В. Струве, Г. О. Струве                                          | 4 октября 1913   |
| 769   | Татьяна       | Tatjana                | Научная сотрудница Пулковской обсерватории (либо героиня романа «Евгений Онегин») | 6 октября 1913   |
| 779   | Нина          | Nina                   | Н. Н. Неуймина (сестра)                                                           | 25 января 1914   |
| 780   | Армения       | Armenia                | Армения                                                                           | 25 января 1914   |
| 781   | Картвелия     | Kartvelia              | Картли                                                                            | 25 января 1914   |
| 787   | Москва        | Moskva                 | Москва                                                                            | 20 апреля 1914   |
| 789   | Лена          | Lena                   | Е. П. Неуймина (мать)                                                             | 24 июня 1914     |
| 791   | Ани           | Ani                    | Ани                                                                               | 29 июня 1914     |
| 814   | Таврида       | Tauris                 | Таврика                                                                           | 2 января 1916    |
| 824   | Анастасия     | Anastasia              | А. Семёнова                                                                       | 25 марта 1916    |
| 825   | Танина        | Tanina                 | Неизвестно                                                                        | 27 марта 1916    |
| 829   | Академия      | Academia               | 200-летие Академии наук в Санкт-Петербурге                                        | 25 августа 1916  |
| 830   | Петрополитана | Petropolitana          | Санкт-Петербург                                                                   | 25 августа 1916  |
| 847   | Агния         | Agnia                  | А. И. Бадьина (физик при Симеизской обсерватории)                                 | 2 сентября 1915  |
| 848   | Инна          | Inna                   | И. Н. Леман-Балановская                                                           | 5 сентября 1915  |
| 877   | Валькирия     | Walküre                |                                                                                   | 13 сентября 1915 |
| 882   | Светлана      | Swetlana               | Неизвестно                                                                        | 15 августа 1917  |
| 916   | Америка       | America                | Америка                                                                           | 7 августа 1915   |
| 917   | Лика          | Lyka                   | Подруга сестры                                                                    | 5 сентября 1915  |
| 951   | Гаспра        | Gaspra                 | Гаспра                                                                            | 30 июля 1916     |
| 952   | Гаия          | Caia                   | Героиня романа «Камо грядеши»                                                     | 27 октября 1916  |
| 1075  | Гелина        | Helina                 | Г. Г. Неуймин (сын)                                                               | 29 сентября 1926 |
| 1099  | Фигнерия      | Figneria               | В. Н. Фигнер                                                                      | 13 сентября 1928 |
| 1110  | Ярослава      | Jaroslawa              | Я. Г. Неуймин (сын)                                                               | 10 августа 1928  |
| 1123  | Шаплея        | Shapleya               | Х. Шепли                                                                          | 21 сентября 1928 |
| 1135  | Колхида       | Colchis                | Колхида                                                                           | 3 октября 1929   |
| 1137  | Раиса         | Raïssa                 | Р. И. Масеева (научный сотрудник Пулковской обсерватории)                         | 27 октября 1929  |
| 1140  | Крымея        | Crimea                 | Крым                                                                              | 30 декабря, 1929 |
| 1146  | Биармия       | Biarmia                | Биармия                                                                           | 7 мая 1929       |
| 1147  | Ставрополис   | Stavropolis            | Ставрополь                                                                        | 11 июля 1929     |
| 1158  | Люда          | Luda                   | Сестра                                                                            | 31 августа 1929  |
| 1189  | Терентия      | Terentia               | Л. И. Терентьева (сотрудник Симеизской обсерватории)                              | 17 сентября 1930 |
| 1190  | Пелагея       | Pelagia                | П. Ф. Шайн                                                                        | 20 сентября 1930 |
| 1202  | Марина        | Marina                 | М. Д. Лаврова-Берг (научный сотрудник Пулковской обсерватории)                    | 13 сентября 1931 |
| 1210  | Морозовия     | Morosovia              | Н. А. Морозов                                                                     | 6 июня 1931      |
| 1236  | Таис          | Thaïs                  | Таис                                                                              | 6 ноября 1931    |
| 1255  | Жилова        | Schilowa               | М. В. Жилова (сотрудник Пулковской обсерватории)                                  | 8 июля 1932      |
| 1269  | Ролландия     | Rollandia              | Р. Роллан                                                                         | 20 сентября 1930 |
| 1271  | Изергина      | Isergina               | П. В. Изергин (друг)                                                              | 10 октября 1931  |
| 1277  | Долорес       | Dolores                | Д. Ибаррури                                                                       | 18 апреля 1933   |
| 1289  | Кутаиси       | Kutaïssi               | Кутаиси                                                                           | 19 августа 1933  |
| 1306  | Скифия        | Scythia                | Скифия                                                                            | 22 июля 1930     |
| 1307  | Киммерия      | Cimmeria               | Киммерийцы                                                                        | 17 октября 1930  |
| 1309  | Гиперборея    | Hyperborea             | Гиперборея                                                                        | 11 октября 1931  |
| 1316  | Казань        | Kasan                  | Казань                                                                            | 17 ноября 1933   |
| 1331  | Сольвейг      | Solvejg                | Героиня пьесы «Пер Гюнт»                                                          | 25 августа 1933  |
| 1347  | Патрия        | Patria                 | Латинское название «Родины»                                                       | 6 ноября 1931    |
| 1351  | Узбекистания  | Uzbekistania           | Узбекистан                                                                        | 5 октября 1934   |
| 1379  | Ломоносова    | Lomonosowa             | М. В. Ломоносов                                                                   | 19 марта 1936    |
| 1386  | Сторерия      | Storeria               | Винам Сторер (профессор студентки, нашедшей астероид)                             | 28 июля 1935     |
| 1403  | Идельсония    | Idelsonia              | Н. И. Идельсон                                                                    | 13 августа 1936  |
| 1434  | Маргот        | Margot                 | Гертруд Маргот Дорсдорф (жена одноклассника)                                      | 19 марта 1936    |
| 1459  | Магния        | Magnya                 | С лат. — ясный, яркий, замечательный                                              | 4 ноября 1937    |
| 1484  | Пострема      | Postrema               |                                                                                   | 29 апреля 1938   |
| 1590  | Циолковская   | Tsiolkovskaja          | К. Э. Циолковский                                                                 | 1 июля 1933      |
| 1603  | Нева          | Neva                   | Нева                                                                              | 4 ноября 1926    |
| 1653  | Яхонтовия     | Yakhontovia            | Н. С. Самойлова-Яхонтова (астроном, глава Института теоретической астрономии)     | 30 августа 1937  |
| 1671  | Чайка         | Chaika                 | Позывной В. В. Терешковой                                                         | 3 октября 1934   |
| 1692  | Субботина     | Subbotina              | М. Ф. Субботин                                                                    | 16 августа 1936  |
| 1725  | КрАО          | CrAO                   | Крымская астрофизическая обсерватория                                             | 20 сентября 1930 |
| 1734  | Жонголович    | Zhongolovich           | И. Д. Жонголович                                                                  | 11 октября 1928  |
| 1783  | Альбицкий     | Albitskij              | В. А. Альбицкий                                                                   | 24 марта 1935    |
| 2166  | Гендаль       | Handahl                | Виолета Гендаль Грин (мать Д. В. Е. Грина)                                        | 13 августа 1936  |
| 2237  | Мельников     | Melnikov               | О. А. Мельников                                                                   | 2 октября 1938   |
| 2484  | Паренаго      | Parenago               | П. П. Паренаго                                                                    | 7 октября 1928   |
| 2536  | Козырев       | Kozyrev                | Н. А. Козырев                                                                     | 15 августа 1939  |
| 3036  | Крат          | Krat                   | В. А. Крат                                                                        | 11 октября 1937  |
| 3761  | Романская     | Romanskaya             | С. В. Ворошилова-Романская                                                        | 25 июля 1936     |
| 4420  | Аландреев     | Alandreev              | А. Ф. Андреев                                                                     | 15 августа 1936  |

## Память
В его честь названы:
- лунный кратер Неуймин
- малая планета (1129) Неуймина, открытая П. Г. Пархоменко 8 августа 1929 года в Симеизской обсерватории
- равнина Неуймина на открытой им в 1916 году малой планете (951) Гаспра.